# Кастільйоне-делле-Стів'єре
Кастільйоне-делле-Стів'єре (італ. Castiglione delle Stiviere) — муніципалітет в Італії, у регіоні Ломбардія, провінція Мантуя.
Кастільйоне-делле-Стів'єре розташоване на відстані близько 430 км на північ від Рима, 105 км на схід від Мілана, 35 км на північний захід від Мантуї.
Населення — 23 157 осіб (2014).

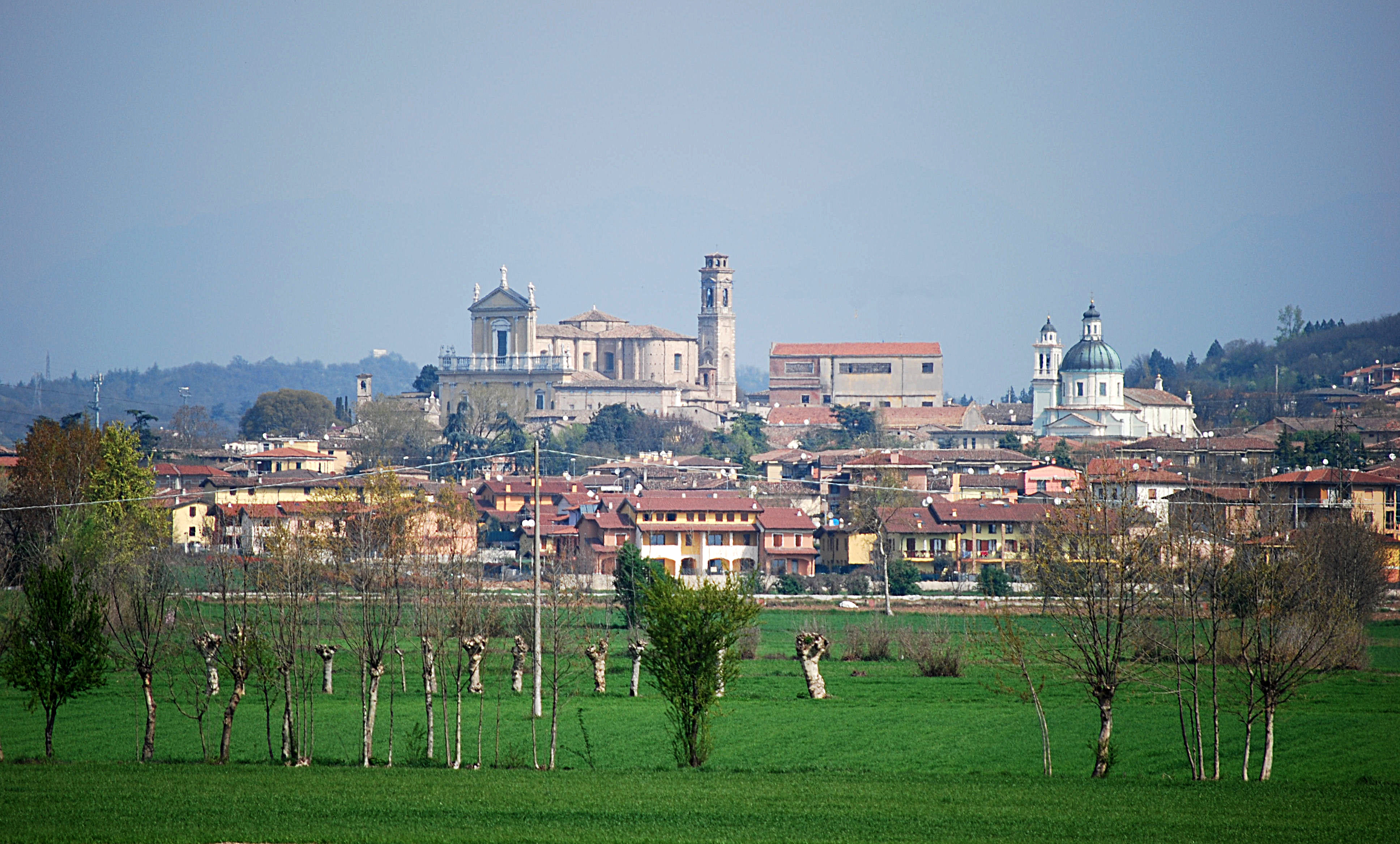

Щорічний фестиваль відбувається 21 червня. Покровитель — San Luigi Gonzaga.

## Демографія
Населення за роками:

Станом на 1 січня 2023 року в муніципалітеті офіційно проживало 4636 іноземців з 86 країн, серед них 1048 громадян країн Євросоюзу та 146 громадян України.

## Міста-побратими
- Беццекка, Італія
- Монтепрандоне, Італія
- Барантен, Франція
- Лойткірх-ім-Алльгой, Німеччина

## Сусідні муніципалітети
- Кальчинато
- Карпенедоло
- Лонато-дель-Гарда
- Кастель-Гоффредо
- Медоле
- Монтік'ярі
- Сольферино